# Världen är liten-experimentet
Världen är liten-experimentet är ett experiment som utfördes av Stanley Milgram 1967 och som handlade om hur nära folk är sammanlänkade genom sina sociala kontaktnät.
Han gav 60 personer i Wichita i Kansas en försändelse och namnet på en för dem okänd målperson tillsammans med viss information om personen. Milgram bad dem skicka försändelsen till någon de kände som sedan därefter kunde skicka försändelsen vidare till en person som de i sin tur kände närmare målpersonen.
Vid det första testet nådde 3 brev (5%) av de ursprungliga 60 försändelserna fram till slutmålet. Vid en senare och även publicerad studie nådde 29% alt 30% målet. Vid publiceringen 1967 i Psychology Today hävdade Milgram att det genomsnittliga antal (inte det maximala) mellan främmande personer är sex.
Experimentet har gett upphov till begreppet "six degrees of separation", en hypotes om att alla på jorden är sammanlänkade med högst fyra personer som mellanled. Milgrams experiment var emellertid inte konstruerat för att bevisa den hypotesen och Milgram själv använde inte begreppet.[källa behövs]
Milgrams slutsatser är ifrågasatta av den amerikanska forskaren Judith Kleinfeld som 2002 hävdade att Stanley Milgrams bevisning är knapphändig och ska ur ett akademiskt perspektiv bättre beskrivas som en myt.